# 南部東道路

自動車専用の規制標識

南部東道路（なんぶひがしどうろ）は、沖縄県島尻郡南風原町を起点とし南城市知念に至る延長12 kmの地域高規格道路で、沖縄県道86号南風原知念線（主要地方道）のバイパスとなる。1994年（平成6年）12月16日計画路線に指定、うち南風原町山川 - 南城市玉城垣花間の約8.3 kmが2006年（平成18年）3月31日整備区間に指定された。有料道路ではないが全線が自動車専用道路であるため、125 cc以下の二輪車（原付一種および原付二種）は通行できない。

## 区間
- 島尻郡南風原町字山川 - 南城市知念
  - （整備区間）島尻郡南風原町字山川 - 南城市玉城字垣花
  - （調査区間）南城市玉城字垣花 - 同市知念

## 歴史
- 1994年（平成6年）12月16日 : 地域高規格道路の計画路線に指定。
- 2006年（平成18年）3月31日 : 南風原IC/JCT - 南城つきしろICが整備区間に指定。
- 2015年（平成27年）8月8日 : 南風原IC/JCT - 南城つきしろIC間が起工[1]。
- 2021年（令和3年）3月27日 : 南城大城IC - 南城佐敷・玉城IC間 (2.0 km) が開通[2][3]。

### 開通予定年度
- 2020年代後半 : 南風原IC/JCT - 南城大城IC[4][3]、南城佐敷・玉城IC - 南城つきしろIC[4][3]

## 路線バス
南城市が運行するNバスのG向陽高校線が南城大城IC - 南城佐敷・玉城IC間を経由している。

## ジャンクション・インターチェンジ
IC番号欄の背景色が■である部分については道路が供用済みの区間を示している。また、施設名欄の背景色が■である部分は施設が供用されていない、または完成していないことを示す。未開通区間の施設名は仮称である。
| IC番号 | 施設名           | 接続路線名           | 起点から | 備考                 | 所在地 | 所在地   |
| ------ | ---------------- | -------------------- | -------- | -------------------- | ------ | -------- |
|        | 南風原IC/JCT     | E58 那覇空港自動車道 | 0.0      | 2020年代後半開通予定 | 島尻郡 | 南風原町 |
|        | 南城大里IC       |                      | -        | 2020年代後半開通予定 | 南城市 | 南城市   |
|        | 南城大城IC       |                      | 3.3      |                      | 南城市 | 南城市   |
|        | 南城佐敷・玉城IC | 県道137号佐敷玉城線  | 5.1      |                      | 南城市 | 南城市   |
|        | 南城つきしろIC   |                      | -        | 2020年代後半開通予定 | 南城市 | 南城市   |